# Promops nasutus
Promops nasutus (Spix, 1823) è un pipistrello della famiglia dei Molossidi diffuso nell'America meridionale.

## Descrizione

### Dimensioni
Pipistrello di piccole dimensioni, con la lunghezza della testa e del corpo tra 63 e 86 mm, la lunghezza dell'avambraccio tra 46 e 49,3 mm, la lunghezza della coda tra 41 e 51 mm, la lunghezza del piede tra 12 e 13 mm, la lunghezza delle orecchie tra 13 e 17 mm e un peso fino a 14 g.

### Aspetto
Le parti dorsali sono brunastre con la base dei peli più chiara, mentre le parti ventrali sono più chiare e grigiastre. Il muso è corto, stretto, elevato e con le narici situate in punta e che si aprono frontalmente. Il labbro superiore è privo di pliche cutanee, mentre sono presenti dei ciuffi di setole sopra la bocca. Le orecchie sono corte, triangolari con l'estremità arrotondata ed unite anteriormente alla base, dove è presente una cresta di lunghi peli. Il trago è piccolo e nascosto dietro l'antitrago, il quale è grande, rotondo e compresso alla base. Le membrane alari sono lunghe e strette. La coda è lunga, tozza e si estende per circa la metà oltre l'uropatagio. I maschi hanno delle sacche golari ben sviluppate.

## Biologia

### Comportamento
Si rifugia nelle cavità degli alberi.

### Alimentazione
Si nutre di insetti.

### Riproduzione
Danno alla luce un piccolo alla volta alla fine della stagione delle piogge. 

## Distribuzione e habitat
Questa specie è diffusa nell'America meridionale, dalla Colombia sud-orientale fino all'Argentina nord-orientale eccetto gran parte del bacino amazzonico brasiliano. È presente anche sull'isola di Trinidad.
Vive foreste tropicali sempreverdi fino a 1.000 metri di altitudine.

## Tassonomia
Sono state riconosciute 5 sottospecie:
- P.n.nasutus: stati brasiliani di Piauí, Bahia, Minas Gerais, San Paolo, Paraná, Santa Catarina, Rio Grande do Sul;
- P.n.ancilla (Thomas, 1915): Argentina settentrionale;
- P.n.downsi (Goodwin, 1962): isola di Trinidad;
- P.n.fosteri (Miller, 1907): Paraguay;
- P.n.pamana (Miller, 1913): Venezuela, Colombia sud-orientale, Guyana, Suriname, Guyana francese, Ecuador, Perù, Bolivia, stati brasiliani di Amazonas, Amapá e Pará.

## Conservazione
La IUCN Red List, considerato il vasto areale e la popolazione presumibilmente numerosa, classifica P.nasutus come specie a rischio minimo (Least Concern)).